# Comuna Ștefan cel Mare, Neamț
Ștefan cel Mare (în trecut, Șerbești) este o comună în județul Neamț, Moldova, România, formată din satele Bordea, Cârligi, Deleni, Dușești, Ghigoiești, Soci și Ștefan cel Mare (reședința).

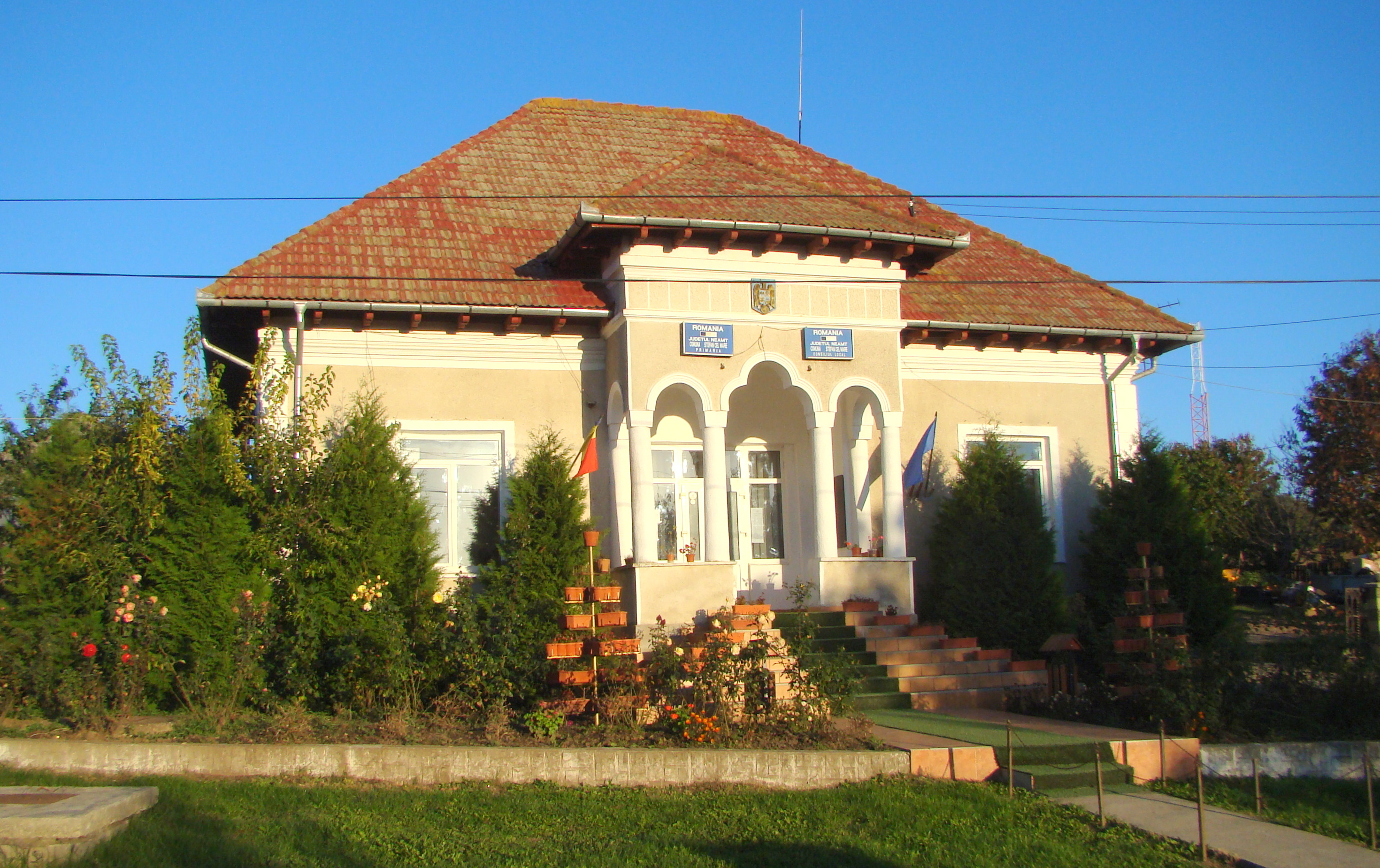
Primăria comunei

## Așezare
Comuna se află în centrul județului, pe malul stâng al râului Cracău. Este străbătută de șoseaua județeană DJ208G, care o leagă spre sud de Girov (unde se termină în DN15D) și spre nord-est de Dragomirești și Tupilați. La Deleni, din acest drum se ramifică șoseaua județeană DJ155G, care duce spre nord-vest la Bodești. În comuna Ștefan cel Mare se află și Stânca Șerbești, arie protejată de tip geologic și peisagistic ce cuprinde un punct fosilifer, cu resturi de scoici și gasteropode marine.

## Demografie
Componența etnică a comunei Ștefan cel Mare
     Români (90,45%)
     Alte etnii (0,24%)
     Necunoscută (9,31%)
Componența confesională a comunei Ștefan cel Mare
     Ortodocși (87,49%)
     Adventiști (2%)
     Alte religii (0,96%)
     Necunoscută (9,55%)
Conform recensământului efectuat în 2021, populația comunei Ștefan cel Mare se ridică la 2.502 locuitori, în scădere față de recensământul anterior din 2011, când fuseseră înregistrați 3.024 de locuitori. Majoritatea locuitorilor sunt români (90,45%), iar pentru 9,31% nu se cunoaște apartenența etnică. Din punct de vedere confesional, majoritatea locuitorilor sunt ortodocși (87,49%), cu o minoritate de adventiști (2%), iar pentru 9,55% nu se cunoaște apartenența confesională.

## Politică și administrație
Comuna Ștefan cel Mare este administrată de un primar și un consiliu local compus din 11 consilieri. Primarul, Sorin Ouatu[*], de la Partidul Național Liberal, este în funcție din 2008. Începând cu alegerile locale din 2024, consiliul local are următoarea componență pe partide politice:
|  | Partid                    | Consilieri | Componența Consiliului | Componența Consiliului | Componența Consiliului | Componența Consiliului | Componența Consiliului | Componența Consiliului |
|  | ------------------------- | ---------- | ---------------------- | ---------------------- | ---------------------- | ---------------------- | ---------------------- | ---------------------- |
|  | Partidul Național Liberal | 6          |                        |                        |                        |                        |                        |                        |
|  | Partidul Social Democrat  | 3          |                        |                        |                        |                        |                        |                        |
|  | Alianța Dreapta Unită     | 2          |                        |                        |                        |                        |                        |                        |

## Istorie
La sfârșitul secolului al XIX-lea, comuna purta denumirea de Șerbești, făcea parte din plasa Piatra-Muntele a județului Neamț și era formată din satele Șerbești, Ghigoieni, Hârtopu, Broșteni și Trudești, având în total 2188 de locuitori. În comună existau o moară de apă, una cu aburi, trei biserici și două școli. La acea vreme, pe teritoriul actual al comunei mai funcționa în aceeași plasă și comuna Cârligi, formată din satele Cârligi, Soci, Dragomirești, Dudești, Vadu și Valea Albă, cu o populație totală de 1149 de locuitori. Existau și aici patru mori de apă, trei biserici și o școală.
Anuarul Socec din 1925 consemnează comunele în plasa Piatra a aceluiași județ. Comuna Șerbești avea 2384 de locuitori în satele Șerbești și Ghigoieni și în cătunul Ilișești; în vreme ce comuna Cârligi avea 1562 de locuitori în satele Cârligi, Dușești, Soci și Vadu. În 1931, satul Ghigoiești s-a separat de comuna Șerbești pentru a forma o comună de sine stătătoare, comuna Șerbești rămânând și ea doar cu satul de reședință; iar comuna și satul Cârligi au luat denumirea de Ștefan cel Mare.
În 1950, comunele au fost transferate raionului Piatra Neamț din regiunea Bacău, iar comuna Ghigoiești a fost desființată, satul revenind la comuna Șerbești. În 1968, comunele Șerbești și Ștefan cel Mare au revenit la județul Neamț, reînființat, iar cele două comune au fost comasate, sub denumirea de Ștefan cel Mare; satul Ștefan cel Mare a revenit la denumirea de Cârligi, iar denumirea de Ștefan cel Mare a fost preluată de satul Șerbești.

## Monumente istorice

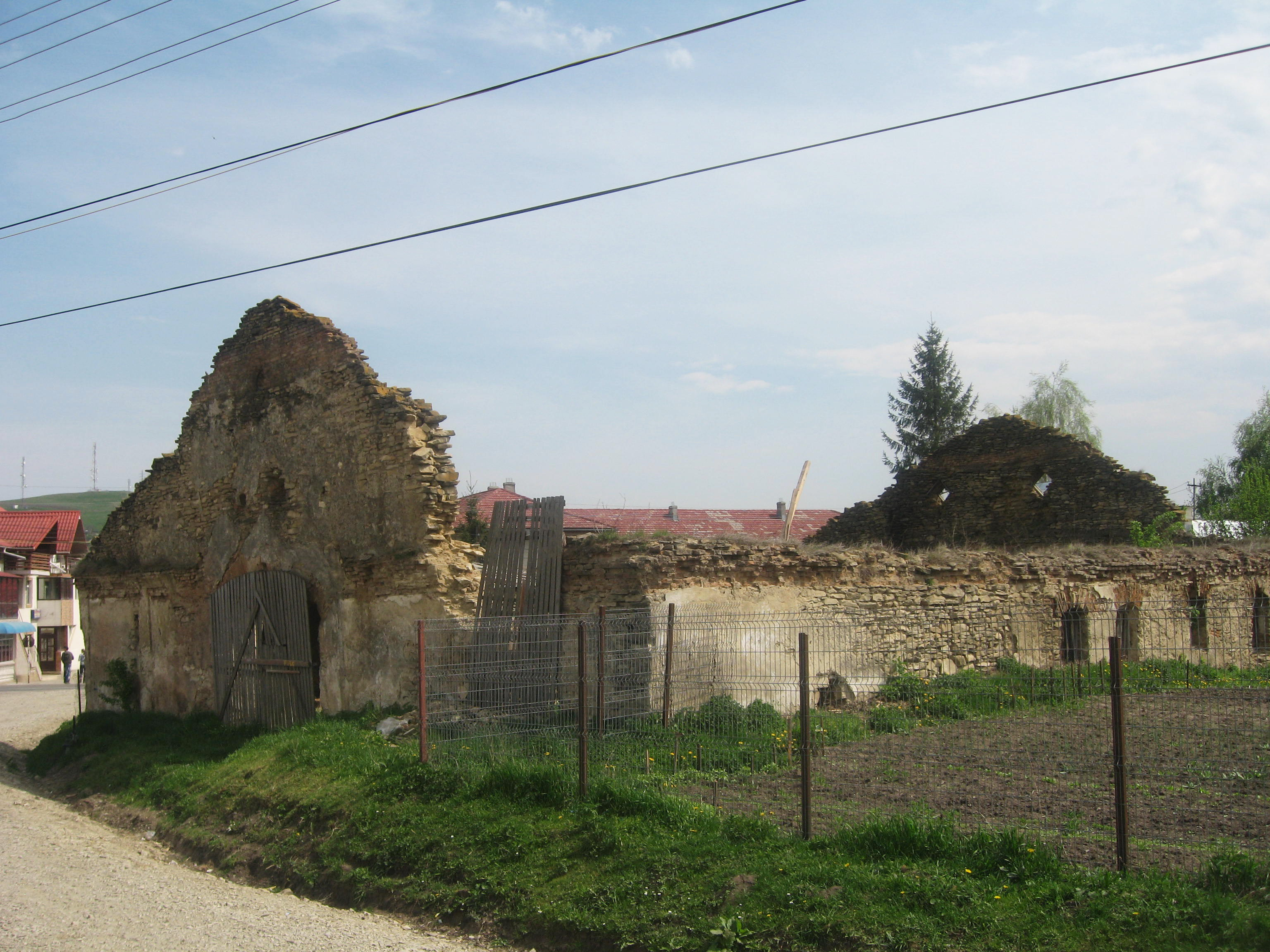
Hanul de la Șerbești, monument istoric de interes local

Trei obiective din comuna Ștefan cel Mare sunt incluse în lista monumentelor istorice din județul Neamț ca monumente de interes local, toate trei fiind clasificate ca monumente de arhitectură și aflându-se în satul Ștefan cel Mare: Biserica „Sfântul Gheorghe” (1637, modificată în 1922); Casa Iordache Cantacuzino (mijlocul secolului al XVII-lea, cu adăugiri în secolul al XIX-lea), astăzi devenită școală; și hanul de la Șerbești (secolele al XVII-lea–al XVIII-lea).

## Vezi și
- Hanul Caragea din Cârligi
- Biserica Sfinții Trei Ierarhi din Cârligi
- Biserica de lemn din Bordea
- Pădurea și Lacul Mărgineni (sit de importanță comunitară)

## Personalități născute aici
- Vasile Chelaru (1921 - 1999), scrimer.